# Johan Christoffer Henrichsen
Johan Christoffer Henrichsen, född 1739, död före 23 oktober 1761 i Stockholm, var en svensk miniatyrmålare.
Han var son till Johan Georg Henrichsen och Susanna Dorothea Mariana Hunger. Henrichsen var verksam som miniatyrmålare och finns representerad i olika privata samlingar. Felaktigt har i en del skriftlig litteratur angivit att han var medaljgravör.   